# Џон Тјун
Џон Рандолф Тјун (енгл. John Randolph Thune; Пир, 7. јануар 1961) је амерички политичар који служи као старији сенатор Сједињених Држава из Јужне Дакоте, место које заузима од 2005. Као члан Републиканске странке, лидер je већине и републиканаца у Сенату од 2025. године. Тјун је у свом четвртом мандату у Сенату и декан је конгресне делегације Јужне Дакоте. Од 1997. до 2003. године, служио је три мандата као члан Представничког дома САД за једини конгресни дистрикт Јужне Дакоте.
Тјун је радио у политици и грађанским организацијама од завршетка мастер студија пословне администрације. Први пут се кандидовао за Сенат САД 2002. године, изгубивши од актуелног сенатора Тима Џонсона. Године 2004. победио је лидера демократа у Сенату Томаса Дашла. У Сенату, Тјун је био организатор републиканаца у Сенату од 2007. до 2009. године и председавао је Одбором за републиканску политику Сената од 2009. до 2012. године. Од 2012. до 2019. године био је председник Републиканске конференције Сената, треће по рангу позиције у Сенату.
Републиканска конференција Сената изабрала је Тјуна за заменика лидера већине за 116. сазив Конгреса; наследио је сенатора Џона Корнина из Тексаса, чији је мандат на тој позицији био ограничен. Године 2020. поново је изабран за заменика лидера мањине за 117. сазив Конгреса. Године 2024. изабран је за лидера републиканаца у Сенату, наследивши Мича Меконела. Тјун је први лидер странке у Сенату који је првобитно преузео функцију сенатора у 21. веку.

## Младост и образовање
Тјун је рођен у Пјеру, Јужна Дакота, као син Ивоне Патрисије (рођене Бодин) и Харолда Ричарда Тјуна. Харолд Тјун је био борбени пилот на пацифичком позоришту током Другог светског рата који је управљао Граманом F6F хелкет; одликован је Заслужним летећим крстом након што је оборио четири непријатељска авиона. Харолд Тјун је одлетео своје мисије са USS Interpid. Тјунов деда по оцу, Николас Тјун, био је имигрант из Норвешке који се удружио са својим братом да би отворио Тјун Хардвер продавнице у Мичелу и Мерду, Јужна Дакота. Тјунов деда по мајци био је из Онтарија, Канада, а његова мајка је рођена у Саскачевану.
Тјун је био звезда спорта у средњој школи, активан у кошарци, атлетици и фудбалу. Завршио је средњу школу округа Џоунс 1979. године. Играо је колеџ кошарку на Универзитету Биола у Калифорнији, на којем је дипломирао 1983. године са дипломом из бизниса. Тјун је 1984. године стекао звање мастера пословне администрације на Универзитету Јужне Дакоте.
Након што је завршио МПА, Тјун се укључио у политику. Радио је као законодавни помоћник америчког сенатора Џејмса Абднора од 1985. до 1987. године. 1989. Тјун се преселио у Пир, где је две године био извршни директор државне Републиканске странке. Тјун је именован за директора железнице Јужне Дакоте од стране гувернера Џорџа С. Микелсона и служио је од 1991. до 1993. Од 1993. до 1996. године био је извршни директор Општинске лиге Јужне Дакоте.

## Представнички дом САД (1997–2003)

### Избори
Тјун је своју политичку каријеру започео 1996. године уласком у трку за усамљено место Јужне Дакоте у Представничком дому САД. Алманах америчке политике је рекао да је Тјун „ушао у трку 1996. као потпуни аутсајдер.“ Његов противник на републиканским примарним изборима била је потгувернерка Керол Хилард из Рапид Ситија, која је имала користи од подршке дугогодишњег гувернера Јужне Дакоте Била Џенклоуа. Анкета из маја 1996. показала је да Хилард води Тјуна са разликом од 69%–15%. Ослањајући се на јаке личне вештине и помоћ своје старе мреже Абднор пријатеља, Тјун је победио на примарним изборима, победивши Хиларда са 59%–41%. На општим изборима Тјун је победио демократу Рика Вајланда, дугогодишњег помоћника америчког сенатора Тома Дашла, са 58%–37%.
Тјун је победио у својим каснијим тркама за дом у САД са великом разликом. Реизабран је 1998. са 75% гласова и 2000. са 73% гласова.

## Сенатор САД (2005–тренутно)

### Избори

#### 2002
Године 2002, након што је укратко разматрао кандидатуру за гувернера, Тјун је усмерио поглед на амерички Сенат. Кандидовао се против актуелног демократског сенатора Тима Џонсона и изгубио је за само 524 гласова (0,15%). Једна студија је закључила: „Иако је разлика у победи [за Џонсона] била само 524 гласова, за постизање те победничке позиције било је потребно неколико важних фактора, укључујући излазност Индијанаца, способност Џонсона и његових савезника да ефикасније искористе копнени рат како би пренели своју поруку, Тјунову неефикасност у простору и недостатак искуства у победи на конкурентним изборима, ниску излазност бирача у кључним републиканским окрузима, сушу и коначно присуство Курта Еванса. Еванс, либертаријански кандидат који се повукао из трке, подржао је Тјуна, али је остао на гласачком листићу и одузео више гласова Тјуну него Џонсону. Еванс је добио само 3.070 гласова, али то је на крају било шест пута веће од разлике у победи.“ Упркос тесним резултатима, Тјун се није тражио пребројавање гласачких листића.

#### 2004
Године 2004, Тјун је изазвао Тома Дашла, лидера мањине у Сенату Сједињених Држава и лидера демократа у Сенату. Почетком 2003. године, Дашл је неочекивано одлучио да се не кандидује за председника. CNN је известио да је „објава изненадила чак и неке од његових најближих сарадника, од којих је један рекао CNN-у да се праве планови да Дашлe објави своју кандидатуру у суботу у свом родном граду Абердину, Јужна Дакота“.
Трка за Сенат САД 2004. године у Јужној Дакоти била је најскупља трка за Сенат те године, са укупно потрошених 30 милиона долара, и најскупља трка у историји Јужне Дакоте. Широко је праћена у националним медијима. Тјун је, заједно са лидером већине у Сенату Билом Фристом, председником Џорџом В. Бушом и потпредседником Диком Чејнијем, описао Дашла као „главног опструкционисту“ Бушове агенде. „Тјун је могао да критикује 'Дашла због служења некомпатибилним господарима' и да га прикаже, као што је то учинио Фрист када је дошао у Јужну Дакоту да води кампању за Тјуна, као партизанског опструкционисту и политичког наследника либералне иконе и бившег сенатора Џорџа Мекгаверна из Јужне Дакоте.“
Дашлови критичари су оптужили демократу да користи филибастере како би блокирао потврду неколико Бушових кандидата за федерално правосуђе и да није у складу са бирачима Јужне Дакоте по другим политичким и друштвеним питањима: „Републиканци су циљали Дашла, лидера мањине у Сенату, тврдећи да је био главна опструкција председнику Бушу по питањима као што су смањење пореза, кандидати за судије и рат у Ираку.“
2. новембра 2004. Тјун је победио Дашла са 4.508 гласова разлике, освојивши 51% гласова. Дашлов пораз био је прво свргавање актуелног страначког лидера Представничког дома од 1952. године, када је сенатор из Аризоне Ернест Мекфарленд изгубио од Барија Голдвотера. Пораз је учинио Дашла „првим лидером сенатске странке у више од пет деценија који је избачен са функције“.
Том Брокау, родом из Јужне Дакоте, прокоментарисао је да је Тјун „водио веома јаку кампању“ да би победио на изборима 2004. године. Политиколог са Универзитета Јужне Дакоте, Бил Ричардсон, рекао је: „Мотивисане присталице Џона Тјуна изашле су на биралишта у великом броју, што је део масовне излазности у Јужној Дакоти. Незванични резултати су показивали да је скоро 80% регистрованих бирача гласало.“ Након што је Тјун победио Дашла, многи републиканци су га сматрали „звездом у успону са неограниченим политичким потенцијалом“.

#### 2010
Тјун је поново изабран без икаквих противљења ни на прелиминарним ни на општим изборима. Скот Хајдеприм, лидер мањине у Сенату Јужне Дакоте и демократски кандидат за гувернера Јужне Дакоте, рекао је: „Управо смо закључили да је Џон Тјун изузетно популаран сенатор који ће освојити још један мандат у Сенату.“ Конзервативна публикација Townhall је коментарисала да одсуство демократског кандидата на изборима означава „први пут у модерној историји државе да велика странка није успела да постави кандидата за Сенат“.

#### 2016
Тјун се суочио са демократским кандидатом Џејем Вилијамсом, председником Демократске странке округа Јанктон. 8. новембра побеђује Вилијамса са 71,8% гласова.

#### 2022
Тјун је „навукао гнев Доналда Трампа јер је оповргао лажне тврдње бившег председника“ да је победио на председничким изборима 2020. године. Трамп је позвао гувернерку Јужне Дакоте Кристи Ноум да покрене примарни изазов против Тјуна на изборима за Сенат САД 2022. године у Јужној Дакоти; Ноум је одбила. Тјун је такође добио негативне повратне информације од Трампових присталица због свог става о изборима 2020. године. Док је Тјун озбиљно размишљао о повлачењу из Сената, у јануару 2022. године је објавио да ће се кандидовати за за четврти мандат. Поново је изабран са 69,6% гласова, победивши демократског кандидата Брајана Бенгса.

### Ток
Дана 6. децембра 2006. године, Тјуна је изабрао орзанизатор републиканаца у Сенату Трент Лот за главног заменика организатора републиканаца у Сенату. Након што је кратко служио као потпредседник Републиканске конференције, Тјун је постао председник Републиканског политичког комитета у јуну 2009. године. Та позиција је била четврта по рангу позиција у Сенату.
У марту 2009. године, Тјун је био један од 14 сенатора који су гласали против процедуралног потеза који је у суштини гарантовао значајно проширење националног војног корпуса. Конгресна канцеларија за буџет проценила је да ће закон коштати најмање 418 милиона долара у фискалној 2010. години и 5,7 милијарди долара од 2010. до 2014. године. Изабран је за председника Републиканске конференције 2011. године, а на дужност је ступио у јануару 2012. године. Председник конференције је трећа по рангу позиција у Сенату. Крајем 2011. године, Мичел Дејли Рипаблик је написао: „Тјуново уздизање на 3. место чини га највише рангираним републиканским сенатором у историји Јужне Дакоте. Тјун је председник Републиканског политичког комитета од 2009. до 2012, а био је потпредседник Републиканске конференције од 2008. до 2009. године и главни заменик републиканског лидера од 2006. до 2008. године.“
Тјуново појављивање као конзервативног гласа у Сенату донело му је дугачак профил у конзервативном часопису The Weekly Standard. Америчка конзервативна унија дала је сенатору Тјуну оцену 100 2006. и поново 2010. године. Од 2020. године, Тјунова доживотна оцена ACU била је 84,11. Тјун је хваљен у профилу Викли стандарда из 2010. године као изузетан политичар који је, за разлику од многих својих колега, био у стању да промовише традиционални конзервативизам, што га је учинило популарном алтернативом представницима Чајанке.
У јуну 2018. године, Тјун је позвао специјалног саветника Роберта Милера да „почне да завршава“ своју истрагу о руском мешању у председничке изборе 2016. године. Тјун је најстарији амерички сенатор из Јужне Дакоте. Републиканска конференција Сената изабрала га је за већинског организатора за 116. конгрес, наследивши Џона Корнина, чији је мандат на тој позицији био ограничен. Служио је као мањински организатор у 117. конгресу и наставио је да служи као мањински организатор у 118. Конгресу.

#### Чланство у комитетима (119. конгрес)[61]
- Комитет за пољопривреду, исхрану и шумарство
- Комитет за финансије
- Комитет за трговину, науку и транспорт
- Одабрана комисија за обавештајне послове

#### Чланство у кокусима
- Афтерскул кокус[62]

#### Лидер републиканаца у Сенату
Дана 13. новембра 2024, Тјун је победио на изборима за вођство републиканске конференције у Сенату на другом гласању и постао следећи лидер већине у Сенату. Тјун је изабран да замени Мича Меконела који се повукао после америчких избора у новембру 2024, на којима су републиканци преузели Сенат. Остали кандидати су били Рик Скот и Џон Корнин. Избори су одржани у окружењу републиканског кокуса затворених врата. Тјун је победио Корнина са 29-24 гласова.
Дана 7. јануара 2025. Тјун је говорио на сахрани Џимија Картера заједно са потпредседницом Камалом Харис и председником Представничког дома Мајком Џонсоном.

## Изборна историја
| Републикански примарни избори за конгресни дистрикт Јужне Дакоте, 1996 | Републикански примарни избори за конгресни дистрикт Јужне Дакоте, 1996 | Републикански примарни избори за конгресни дистрикт Јужне Дакоте, 1996 | Републикански примарни избори за конгресни дистрикт Јужне Дакоте, 1996 |
| ---------------------------------------------------------------------- | ---------------------------------------------------------------------- | ---------------------------------------------------------------------- | ---------------------------------------------------------------------- |
| Странка                                                                | Кандидат                                                               | Гласови                                                                | %                                                                      |
| Републиканска                                                          | Џон Р. Тјун                                                            | 41.322                                                                 | 59,49                                                                  |
| Републиканска                                                          | Карол Хилард                                                           | 28.139                                                                 | 40,51                                                                  |

| Година |             | Демократска | Гласови | %                      |         | Републиканска | Гласови          | %               |        | 3. партија | Партија    | Гласови   | %     |    | 3. партија | Партија | Гласови | % |
| 1996.  | Рик Вајланд | 119.547     | 37%     | Џон Р. Тјун            | 186.393 | 58%           | Стејси Л. Нелсон | Независан       | 10.397 | 3%         | Курт Еванс | Независан | 6.866 | 2% |            |         |         |   |
| 1998.  | Џеф Мосер   | 64.433      | 25%     | Џон Р. Тјун (тренутни) | 194.157 | 75%           |                  |                 |        |            |            |           |       |    |            |         |         |   |
| 2000.  | Курт Хон    | 78.321      | 25%     | Џон Р. Тјун (тренутни) | 231.083 | 73%           | Брајан Лерол     | Либертаријанска | 5.357  | 2%         |            |           |       |    |            |         |         |   |

| Година |                       | Демократска | Гласови | %                      |         | Републиканска | Гласови       | %               |        | 3. партија | Партија | Гласови | % |
| 2002.  | Тим Џонсон (тренутни) | 167.481     | 50%     | Џон Р. Тјун            | 166.949 | 49%           | Курт Еванс    | Либертаријанска | 3.071  | 1%         |         |         |   |
| 2004.  | Том Дашле (тренутни)  | 193.340     | 49%     | Џон Р. Тјун            | 197.848 | 51%           |               |                 |        |            |         |         |   |
| 2010.  |                       |             |         | Џон Р. Тјун (тренутни) | 227.947 | 100%          |               |                 |        |            |         |         |   |
| 2016.  | Џеј Вилијамс          | 104.140     | 28%     | Џон Р. Тјун (тренутни) | 265.516 | 72%           |               |                 |        |            |         |         |   |
| 2022.  | Брајан Бенгс          | 91.007      | 26%     | Џон Р. Тјун (тренутни) | 242.316 | 70%           | Тамара Леснар | Либертаријанска | 14.697 | 4%         |         |         |   |

## Приватни живот
Тјун је евангелистички хришћанин. Оженио се Кимберли Вимс из Доланда, Јужна Дакота 1984. године. Тјунови имају две ћерке. Закључно са 2018, имају петоро унучади.
Тјун је физички активан и често се такмичио у тркама. У прилогу Runner's World магазина из 2012. Тјун је назван „најбржим човеком у Конгресу од 2009. године“.
Тјун је обожаватељ бендова Стик, Џурнеј, Бостон и Доби браћа.

## Спољашне везе
- Senator John Thune званични сајт  Сената
- John Thune for Senate Званични сајт кампање за Сенат